# 臺中市立大甲高級中等學校
臺中市立大甲高級中等學校（英語：Taichung Municipal Dajia Senior High School），簡稱大甲高中、甲中，是一所位於臺灣臺中市大甲區的市立綜合高中。

## 校史
- 1940年，創立大甲家政女學校，僅有教室7間。
- 1944年，改名大甲農業實踐學校。
- 1945年二戰結束，國民政府接收台灣，由郭朝輝接任戰後第一任校長，僅有女生三班。
- 1946年3月，改為大甲女子家政學校。4月18日，更名為臺中縣立大甲初級中學，之後以此日為校慶日。
- 1948年，升格完全中學，增設高中部，更名為臺中縣立大甲中學。
- 1952年8月1日，奉准改為臺灣省立大甲中學。
- 1968年，實施九年國民教育，初中部停止招生。
- 1970年8月，改為臺灣省立大甲高級中學。
- 1973年，奉准設體育實驗班。
- 1974年，增設家具木工科及美術工藝兩職業類科。
- 1979年，增設建築科，成為普通高中兼辦職業類科學校。
- 1982年，辦理「延長以職業教育為主之國民教育」之延教班。
- 1999年，家具木工科改為室內設計科。
- 2000年，改為綜合高中學制。2月1日，因精省而改隸為「國立大甲高級中學」。
- 2017年1月1日，改隸為「臺中市立大甲高級中等學校」。

## 歷任校長
日治時期
| 任別       | 姓名     |
| 第一代校長 | 山名照男 |

民國時期
| 任別         | 姓名   |
| 第一任校長   | 郭朝輝 |
| 第二任校長   | 王乃昌 |
| 第三任校長   | 左潞生 |
| 第四任校長   | 劉世澤 |
| 第五任校長   | 馮大綸 |
| 第六任校長   | 劉幼亭 |
| 第七任校長   | 黎少達 |
| 第八任校長   | 徐景達 |
| 第九任校長   | 熊惠民 |
| 第十任校長   | 劉文華 |
| 第十一任校長 | 查顯球 |
| 第十二任校長 | 管淑彬 |
| 第十三任校長 | 王麗君 |
| 第十四任校長 | 王顯榮 |
| 第十五任校長 | 莊達田 |
| 第十六任校長 | 廖鳳枝 |
| 第十七任校長 | 黃火文 |
| 第十八任校長 | 蕭建華 |
| 第十九任校長 | 高榮利 |

## 社團
- 甲鐵人（鐵人三項）
- 樂儀隊（服務社）
- 扶少團（扶輪少年服務團）
- 童軍團（火族童軍團）
- 滑板社
- 熱舞社
- 紫錐花社
- 國樂社
- 吉他社
- 熱音社（熱門音樂社）
- 校刊社
- 自然科學研究社
- 電影社（電影研究社）
- 大傳社（大眾傳播社）
- 美食社
- 卡拉OK社
- 魔術社（魔術氣球社）
- 英應社（英文應用社）
- 創意機器人應用社
- 羽球社
- 籃球社
- 排球社
- 桌球社
- 陶藝社
- 樂活救護社
- 日本文化研究社（原 日語社）
- 動漫創作社

## 荷塘藝術月
在每年的12月舉辦，每年有不同主題。校內社團及邀請校外團體表演。
100學年度活動：
- 各動態社團表演 每週三中午時段
- 心情點播
- 荷塘盃歌唱大賽
- 高2創意短劇

主題：
- 97學年：日本
- 98學年：北歐
- 99學年：台灣之美
- 100學年：義大利
- 101學年：土耳其
- 102學年：英國倫敦
- 103學年：韓國
- 104學年：奧地利
- 105學年：墨西哥
- 106學年：泰國
- 107學年：德國、法國
- 108學年：越南
- 109學年：北歐

## 傑出表現
體育班，素來享譽國內外，有奧運選手的搖籃之稱，共有三個專攻項目：手球、田徑與自由車。大甲高中手球隊威名尤甚，在全國中等學校運動會曾有十三連霸紀錄，為臺灣高中手球常勝軍。另外田徑隊與自由車隊也培育出多位全國紀錄保持人。學術方面，2015年，大甲高中獲得中投區生活應用科學科展第一名，並在全國科展獲大會最佳教材奬。2016、2017連二年臺中市科展獲得三學科的第一名，並獲得全國科展工程學科第二名，2018年首度入選TISF臺灣國際科展。2022年大甲高中參加全國科展獲得全國科展工程學科及農業食品學科第一名並獲總統接見。
2023年大甲高中獲臺灣國際科展工程學二等獎，並獲臺灣出國代表，參加2023年在墨西哥舉辦的國際科學博覽會（MILSET Expo-Sciences International）

## 外部連結
- 臺中市立大甲高級中等學校 （页面存档备份，存于）